# Back Off Boogaloo (EP)
Back Off Boogaloo è un EP di Ringo Starr, pubblicato nel 1972 in Messico dalla Apple con il numero di serie EPEM-10585. Sul disco, i titoli sono riportati sia in spagnolo che in inglese.

## I brani
- Back Off Boogaloo: title track del disco, venne pubblicata nel 1972 da Ringo come singolo, e riscosse un grandissimo successo a livello internazionale[2]
- Early 1970: b-side di It Don't Come Easy del 1971[3]
- It Don't Come Easy: pubblicata su un 45 giri da Starr nel 1971, è una delle sue canzoni di maggior successo[4]
- Blindman: lato B di Back Off Boogaloo, originariamente composta per l'omonimo film[5]

## Tracce
Lato A 
1. Back Off Boogaloo (Fuera del Boogaloo) – 3:22 (Richard Starkey)
2. Early 1970 (A Principios de 1970) – 2:21 (Richard Starkey)

 Lato B 
1. It Don't Come Easy (No Resulta Facil) – 3:00 (Richard Starkey)
2. Blindman (Hombre Ciego) – 2:46